# König von Toraigh
Der König von Toraigh (irisch: Rí Thoraí, englisch: King of Tory) ist ein gebräuchlicher Titel, der von den Einwohnern der Insel Toraigh im County Donegal in Irland verwendet wird. Der Titel wurde von Patsy Dan Rodgers (irisch: Patsaí Dan Mac Ruaidhrí) etabliert, der am 19. Oktober 2018 an den Folgen einer Krebserkrankung starb. Seit dem Tod von Patsy Dan Rodgers wurde kein neuer König vorgeschlagen.

## Geschichte
Die Geschichte der Könige geht mindestens auf das 6. Jahrhundert zurück, auch bis 5000 Jahre in die Vergangenheit sind möglich. Es wird angenommen, dass bereits Conand und Balor Könige von Toraigh waren. Während der 1800er Jahre stellte die Heggerty/Heraghty/Herrity-Familie die Könige, jedoch ist die Rolle des Königs nicht vererbbar. Der König hat weitestgehend eine repräsentative Funktion Außenstehenden gegenüber. 1995 wurde berichtet, der gegenwärtige König begrüße alle vom Festland kommenden Fähren.
Auf Toraigh existiert das einzige Königtum in Irland.

## Frühere Könige
Patsy Dan Rodgers wurde 1993 König von Toraigh und hielt den Titel bis zu seinem Tod 2018. Rodgers war Künstler und Musiker und grüßte als König einkommende Touristen. Ebenfalls machte er Musik und erzählte viel über das Inselleben.
Rodgers wurde 1944 in Dublin geboren und zog im Alter von vier Jahren nach Toraigh, die Familie jedoch hat Vorfahren, die bereits vor über 3400 Jahren auf der Insel lebten.bitte belegen! Patsy Dan Rodgers’ Vorgänger war Padraig Óg Rodgers.